# 11. Golden Globe-gála
A 11. Golden Globe-gálára 1954. január 22-én került sor, az 1953-ban mozikba került amerikai filmeket díjazó rendezvényt a los angelesi Hollywood Roosevelt Hotelben tartották meg.
A 11. Golden Globe-gálán Darryl F. Zanuck vehette át a Cecil B. DeMille-életműdíjat.

## Filmes díjak
A nyertesek félkövérrel jelölve.
| Legjobb filmes díjak | Legjobb filmes díjak |
| Legjobb filmdráma | Legjobb filmdráma |
| --- | --- |
| - A palást | |
| Legjobb filmes alakítások (filmdráma) | |
| Színész | Színésznő |
| - Spencer Tracy – The Actress | - Audrey Hepburn – Római vakáció |
| Legjobb filmes alakítások (vígjáték vagy zenés film)                                                                                         | |
| Színész | Színésznő |
| - David Niven – The Moon Is Blue | - Ethel Merman – Call Me Madam |
| Legjobb mellékszereplők (filmdráma, vígjáték vagy zenés film)                                                                                | |
| Színész | Színésznő |
| - Frank Sinatra – Most és mindörökké | - Grace Kelly – Mogambo |
| Az év felfedezettje | |
| Színész | Színésznő |
| - Richard Egan – The Glory Brigade - Richard Egan – The Kid from Left Field - Steve Forrest – So Big - Hugh O'Brian – The Man from the Alamo | - Pat Crowley – Forever Female - Pat Crowley – Money from Home - Bella Darvi – Inferno - Bella Darvi – Szinuhe - Barbara Rush – Földön kívüli jövevények |
| Egyéb | |
| Legjobb rendező | Legjobb forgatókönyv |
| - Fred Zinnemann – Most és mindörökké | - Helen Deutsch – Lili |
| Legjobb dokumentumfilm | Henriatta-díj |
| - A Queen Is Crowned | - Alan Ladd - Robert Taylor - Marilyn Monroe |
| Legjobb film a nemzeti összefogásban | |
| - Little Boy Lost | |

## Különdíjak

### Cecil B. DeMille-életműdíj
A Cecil B. DeMille-életműdíjat Darryl F. Zanuck vehette át.

### Különleges díj
- Walt Disney

### Becsületdíj
- Jack Cummings
- Guy Madison

## Fordítás
Ez a szócikk részben vagy egészben  a(z)   11th Golden Globe Awards című angol Wikipédia-szócikk fordításán alapul.  Az eredeti cikk szerkesztőit annak laptörténete sorolja fel. Ez a jelzés csupán a megfogalmazás eredetét és a szerzői jogokat jelzi, nem szolgál a cikkben szereplő információk forrásmegjelöléseként.